# 고하라 하루카

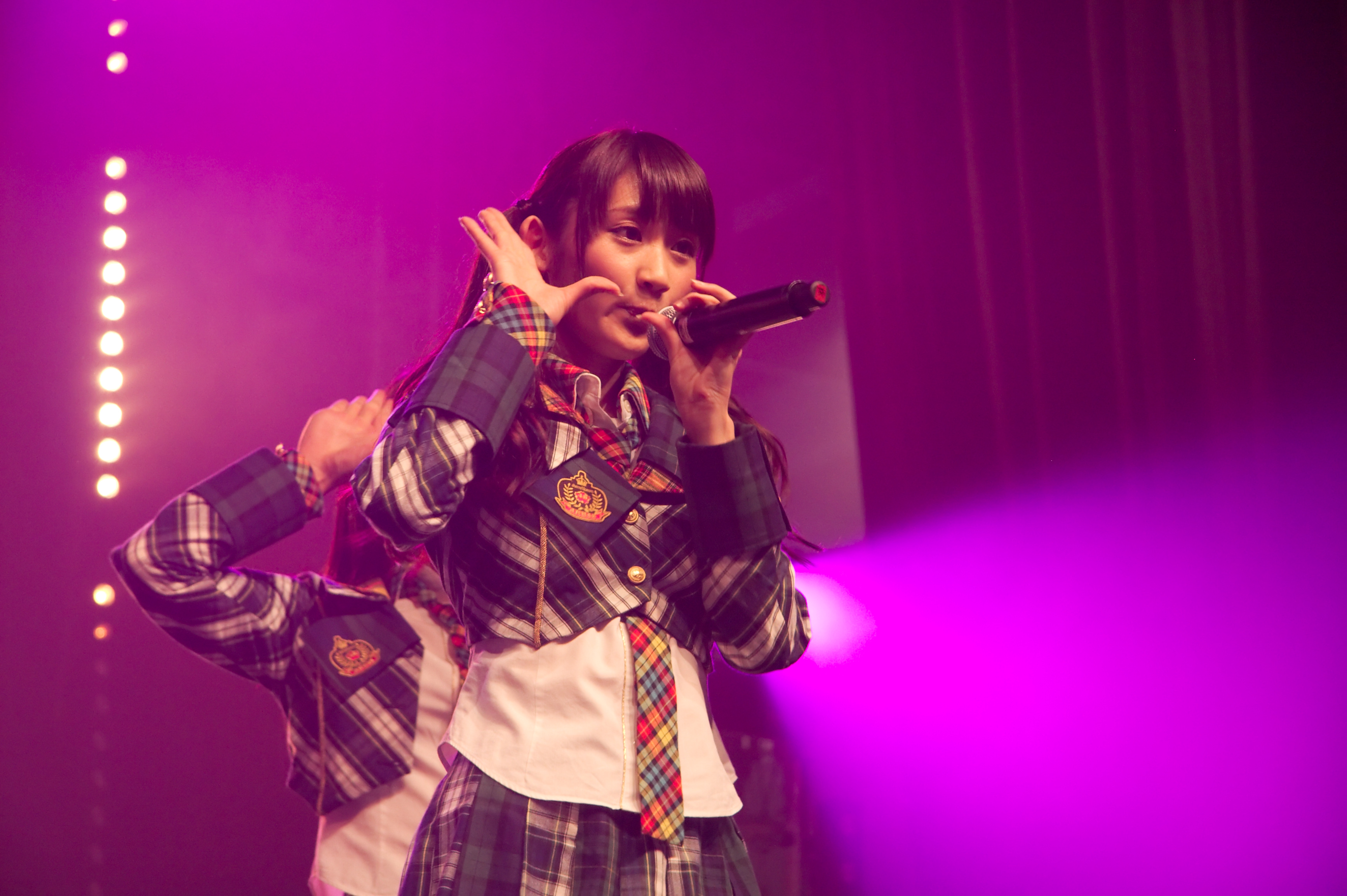

코하라 하루카（小原 春香, 1988년 4월 12일 ~ ）는 일본의 아이돌 그룹 「SDN48」의 전 멤버다.
연구생 오디션에서 뽑힌 2기생 중 1인. AKB48 극장 카페 점원 경험자다.

## 개요
- 2009년 1월 25일, AKB48 연구생에서 팀B로 승격.
- 지병 악화로 사퇴한 SDN48의 전 멤버 이와타 유키 대신 영입.
- 2009년 9월 24일부터 SDN48 언더로 이적.
- 2010년 5월 15일, SDN48 2기생 1st Stage 「유혹의 카터」 공연 중 SDN48 1기생의 일원으로 승격 발표.
- 멤버 승격 후부터 SDN48 일원으로 활동했으며, 2012년 3월 31일에 졸업하였다.
- 현재는 SDN48 졸업 후, 소속사를 이적해, 배우로서 활동하고 있다.

## 소속 사무소 편력
AKS → 드레스코드 → 매그니파이

## 참가 유닛곡

### 히마와리조 2nd Stage 「꿈을 죽게 할 수 없어」공연
1. 기억의 딜레마

※ 치카노 리나와 같이 마스다 유카의 스탠바이.

### 팀A 4th Stage 「지금 연애중」리바이벌 공연
1. 봄이 올때까지

※ 오오시마 마이 대역으로 출연.

### 팀A 5th Stage 「연애금지조약」공연
1. 한여름의 크리스마스 장미

※ 휴연 멤버의 대역

### SDN48 1st Stage 「유혹의 카터」공연
1. 유혹의 카터

※ 사토 유카리 대역으로 출연.
1. 말괄량이 레이디

※ 세리나 대역으로 출연.

### 팀B 4th Stage 「아이돌의 새벽」공연
1. 천국녀석

### THEATER G-ROSSO 「꿈을 죽게하는 것 가지 않는다」공연
1. 기억의 딜레마

※ 마스다 유카, 마츠이 사키코의 스탠바이.